# Льюисвилл (Миннесота)
Льюисвилл (англ. Lewisville) — город в округе Уотонуан, штат Миннесота, США. На площади 0,8 км² (0,8 км² — суша, водоёмов нет), согласно переписи 2002 года, проживают 274 человека. Плотность населения составляет 361,4 чел./км².
- Телефонный код города — 507
- Почтовый индекс — 56060
- FIPS-код города — 27-36818[1]
- GNIS-идентификатор — 0646625[2]